# Neném
Carlos Alberto Lisboa dit Neném, né le 25 juin 1975 à Rio de Janeiro, est un footballeur brésilien reconnu pour sa fin de carrière en beach soccer.
Il est le meilleur buteur de l'histoire de l'équipe du Brésil de beach soccer.

## Histoire
Neném arrive en France, lors du mercato hivernal de la saison 1998-1999, et plus précisément au Lille OSC alors en Ligue 2 qui le recrute pour 25 millions de Francs en provenance de Rio de Janeiro. Dès son arrivée au stade Grimonprez-Jooris, il montre ses capacités techniques en inscrivant un magnifique but sur bicyclette. Nénem se montre ensuite inconstant et ne trouve pas sa place dans le dispositif tactique de Vahid Halilhodžić qui, vanté pour ses équipes disciplinées défensivement, ne donne pas sa chance à ce joueur au touché de balle reconnu. Les résultats sportifs ne plaidant pas en la faveur du jeune brésilien, le club échouant de peu à la montée en L1.
Neném quitte la Flandre à l’issue de cette demi-saison manquée et rejoint Figueirense au Brésil, puis Cruzeiro et le CFZ de Rio avant d’arrêter définitivement le football à 11 de haut niveau pour se consacrer au beach soccer, sa grande passion. Sa carrière prend alors un tournant radical. Il devient l’une des stars de l'équipe du Brésil de beach soccer, étant désigné meilleur joueur et co-meilleur buteur du Championnat du monde 2002 puis meilleur buteur à nouveau l'année suivante.
En 2007, Nénem rejoint le Japon pour un an afin de prendre en charge l’équipe nationale en préparation pour la Coupe du monde 2007. Inévitablement comparé à Zico pour ce même choix de terre d'accueil, Neném souhaite pour autant continuer à évoluer avec l'équipe du Brésil. Il évolue ensuite dans le championnat du Japon de football de plage.
En 2008, il participe au championnat des États brésiliens avec l'équipe de Rio de Janeiro. Une blessure aux genoux l'oblige à prendre sa retraite en 2009.
En 2010, Neném prend en main le Qatar et accueille les qualifications pour la Coupe du monde 2013. Malgré le fait d'organiser le tournoi et de jouer à domicile n'arrive pas à valider son ticket.

## Palmarès

### En sélection
- Coupe du monde de beach soccer
  - Vainqueur en 2002 et 2003

### Individuel
- Coupe du monde de beach soccer
  - Meilleur joueur en 2002
  - Meilleur buteur en 2002 et 2003

- Championnat des États brésiliens[8]
  - Meilleur buteur en 2000

- Championnat d'Italie[9]
  - Meilleur joueur en 2008